# Gesellschaft für Schleswig-Holsteinische Geschichte
Die Gesellschaft für Schleswig-Holsteinische Geschichte (GSHG) ist ein eingetragener Verein, der es sich zur Aufgabe gemacht hat, die Erforschung der Landesgeschichte Schleswig-Holsteins durch Herausgabe wissenschaftlicher Publikationen zu fördern und durch Erschließung landesgeschichtlicher Quellen zu unterstützen.
Daneben wendet sie sich auch an ein breiteres Publikum, um diesem aktuelles regional- und landesgeschichtliches Wissen näher zu bringen.

## Geschichte
In Ergänzung zur „Gesellschaft für ältere deutsche Geschichte“, die 1819 durch Heinrich Friedrich Karl vom und zum Stein ins Leben gerufen wurde, wurde in Kiel am 13. März 1833 die Schleswig-Holstein-Lauenburgische Gesellschaft für vaterländische Geschichte gegründet. Geistige Väter dieser Gründung waren Friedrich Christoph Dahlmann, der allerdings zum Zeitpunkt der Gründung schon nicht mehr in Kiel lehrte, und Niels Nikolaus Falck, der ihr erster Präsident wurde. Zum ersten Sekretär der Gesellschaft wurde Andreas Ludwig Jacob Michelsen gewählt.
1879 erfolgte die Umbenennung in Gesellschaft für Schleswig-Holsteinische Geschichte.

## Tätigkeit
Im Auftrag der GSHG wurde eine Vielzahl wissenschaftlicher Veröffentlichungen herausgegeben, darunter die mehrbändige Geschichte Schleswig-Holsteins.
Periodische Veröffentlichungen der GSHG sind
- die Zeitschrift der Gesellschaft für Schleswig-Holsteinische Geschichte (ZSHG)
- die Mitteilungen der Gesellschaft für Schleswig-Holsteinische Geschichte (MSHG) und
- die Studien zur Wirtschafts- und Sozialgeschichte Schleswig-Holsteins (Hrsg. gemeinsam mit dem Arbeitskreis für Wirtschafts- und Sozialgeschichte Schleswig-Holsteins).
- die Quellen und Forschungen zur Geschichte Schleswig-Holsteins (QuFGSH)
- die Studien zur schleswig-holsteinischen Kunstgeschichte
- Nordelbingen – Beiträge zur Kunst- und Kulturgeschichte Schleswig-Holsteins (ursprünglich gemeinsam mit der Gesellschaft für Kieler Stadtgeschichte und der Schleswig-Holsteinischen Landesbibliothek, seit der Neuauflage mit Bd. 89 (2023) gemeinsam mit dem Landesamt für Denkmalpflege Schleswig-Holstein, dem Museum für Kunst und Kulturgeschichte in der Stiftung Schleswig-Holsteinische Landesmuseen Schloss Gottorf und der Schleswig-Holsteinischen Landesbibliothek[2])

Die GSHG vergibt zwei Preise für „besondere Leistungen auf dem Gebiet der Erforschung der schleswig-holsteinischen Geschichte oder ihrer Vermittlung“, nämlich
- den Preis der Gesellschaft für Schleswig-Holsteinische Geschichte und
- den Nachwuchspreis der Gesellschaft für Schleswig-Holsteinische Geschichte

Seit 2016 bietet die Gesellschaft alle zwei Jahre den Tag der Schleswig-Holsteinischen Geschichte mit Vorträgen, Diskussionen und Informationsständen an, daneben Vortragsveranstaltungen und historische Exkursionen. Außerdem betreibt die Gesellschaft die Website www.geschichte-s-h.de. Diese dient zum einen der Selbstdarstellung des Vereins, zum anderen bietet sie für interessierte Laien einen Überblick über die Landesgeschichte einschließlich einer chronologischen Übersicht in Form einer „Zeitliste“.

## Organisation
Vorsitzender ist seit 2023 Friedrich Rantzau (Jahrgang 1955, Landwirt und Bankmanager aus Rastorf). Er folgte auf den Historiker Thomas Steensen, der unter anderem von 1987 bis 2018 das Nordfriisk Instituut in Bredstedt leitete.
Die Gesellschaft hat derzeit 1033 Mitglieder (Stand 31. Dezember 2022).